# Балклавс-Гринховс, Артур
Артур Балклавс-Гринховс (латыш.  Arturs Balklavs-Grīnhofs; 2 января 1933, Рига, Латвия — 13 апреля 2005 года, там же) — советский и латвийский астроном. Директор Института астрономии Латвийского университета. Окончил Латвийский университет (физика), 1956 Dr.phys. (Кандидат наук в бывшем СССР, доктор философии в западных странах), в Главной астрономической обсерватории (Пулково), АН СССР, 1963. Директор Радиоастрофизической обсерватории Академии наук Латвийской ССР, 1969—1997. Член-корреспондент Латвийской Академии наук, 1994. Человек года (1998) и медалью, назначенных ABI (Американский биографический институт, Inc). Инициатор издательства и отечественный редактор  «Исследование Солнца и красных звёзд» (ISSN 01351303).

## Членство в союзах и обществах
- Член Международного астрономического союза, 1967
- Член Европейского астрономического общества, 1990
- Член Международной любительской Профессиональные фотоэлектрической фотометрии, 1993
- Член, Латвийского астрономического общества, 1969
- Главный редактор, Zvaigznota Debess (Звездное небо), ежеквартальный журнал, 1969 -
- Член, Сенат Латвийской Академии наук, 1996—2001
- Член редакционного совета Труды Латвийской Академии наук, 1996—2005
- Член Совета Латвийского астрономического общества, 1993—2005
- Член научного совета Вентспилсского Международного центра радиоастрономии (VIRAC), 1995—2005
- Член научного консультативного совета VIRAC, 1996—2005
- Эксперт, Латвийский совет по науке, 1996—2005
- Член редакционного совета Балтийского астрономии (международный журнал), 1999—2005

В честь Балклавса в 2017 году назван астероид (457743) Балклавс, открытый латвийскими астрономами.

## Научные труды
- Диссертация «Восстановление распределения яркости радиоизлучения протяженных источников», 1963